# Barcin
Barcin (niem. Bartschin) – miasto w Polsce, w województwie kujawsko-pomorskim, w powiecie żnińskim, siedziba gminy miejsko-wiejskiej Barcin, nad Notecią, 35 km od Bydgoszczy.
Barcin uzyskał lokację miejską przed 1479 rokiem. Prywatne miasto szlacheckie, położone było w pierwszej połowie XVII wieku w powiecie kcyńskim województwa kaliskiego. W latach 1975–1998 miasto administracyjnie należało do województwa bydgoskiego.

## Dane ogólne

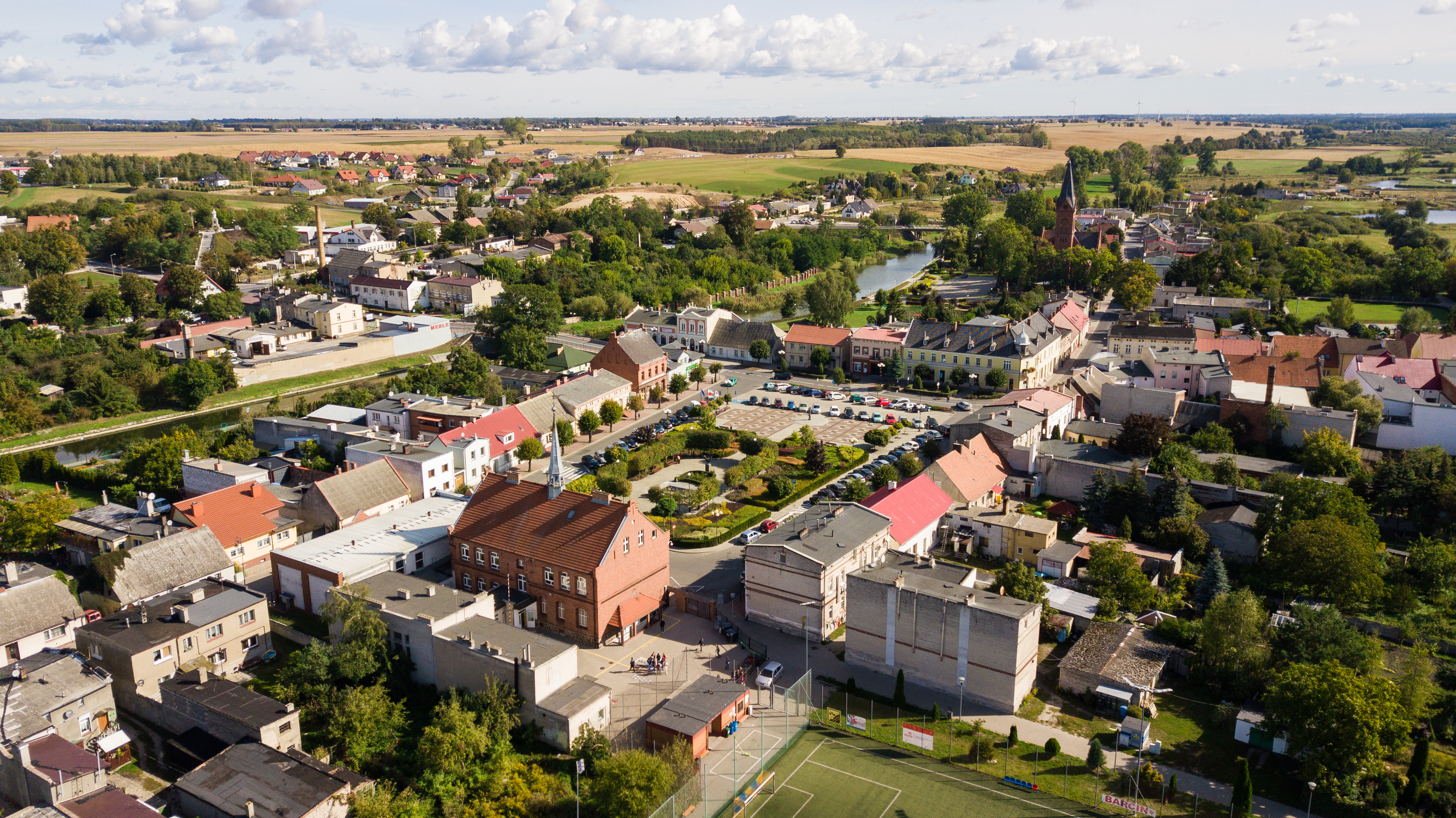
Barcin z lotu ptaka – rynek w Barcinie oraz Szkoła Podstawowa nr 1

Lokalny ośrodek usługowy. Przemysł materiałów budowlanych (zakład „Lafarge”, „Mapei” cegielnia, bogate kamieniołomy wapienia eksploatowane od XIX w.). Miasto leży przy linii kolejowej, zbudowanej w 1889 r. Inowrocław – Wągrowiec.

## Położenie
Barcin położony jest w południowej części woj. kujawsko-pomorskiego w powiecie żnińskim. Leży na skrzyżowaniu tras nr 254 relacji Brzoza – Wylatowo, nr 251 Kaliska – Inowrocław, oraz tras lokalnych do Dąbrówki Barcińskiej i Mamlicza. Przez Barcin przepływa rzeka Noteć. W końcu grudnia 2022 r. miasto zamieszkiwało 7045 osób. Odległości do najważniejszych ośrodków:
- Bydgoszcz – 35 km
- Inowrocław – 27 km
- Toruń – 50 km
- Żnin – 16 km
- Poznań – 103 km
- Mogilno – 24 km

## Honorowi obywatele Barcina
- Alojzy Rybczyński
- Jerzy Krzyś
- Henryk Hałas
- Dobromira Czajkowska
- Jakub Wojciechowski
- Stanisław Krzyś
- Czesław Michalski
- Józef Lemiesz-Wawrzynkiewicz
- Czesław Cieślak
- Henryk Napieralski
- Leonard Palka

## Historia
Barcin powstał w XII w. jako osada. W 1390 r. pierwsza wzmianka o Barcinie, a w 1472 miasto uzyskało przywilej targowo-jarmarkowy. Po raz pierwszy miasto o nazwie Barcino zaznaczono na mapie Polski w 1526 r. Do tego czasu Barcin był osada wiejską. Nie są jasne okoliczności nadania praw miejskich, musiało to jednak nastąpić przed 1472 r. Miasto stanowiło własność rodziny Krotoskich posiadającej w okolicy jeszcze miasto Pakość z rozległymi przyległościami. W 1560 roku miasto było ośrodkiem Braci Czeskich. W 1635 r. Władysław IV Waza potwierdził nadany wcześniej przywilej targowy. Michał Korybut Wiśniowiecki 24 stycznia 1671 odnowił przywileje miasta. W 1772 roku Żydzi mieszkali w pięciu domach. Zajmowali się rzeźnictwem i sprzedażą mięsa, kowalstwem, odlewnictwem i handlem. Pod koniec XVIII wieku posiadali własny cmentarz. 1772 – Barcin w państwie pruskim. W 1834 roku ukonstytuowała się gmina żydowska. W 1837 powstała synagoga. Niewiele później w pobliskich Bielawach odkryto złoże kamienia wapiennego i rozpoczęto jego wydobywanie w 1860 r. W 1903 roku w Barcinie mieszkało 50 Żydów. W 1919 r. w wyniku powstania wielkopolskiego Barcin powrócił do Polski. Z powodu migracji gmina żydowska zdecydowała się o zamknięciu szkoły, a w 1930 roku zamknięto synagogę.
W 2008 r. w gminie Barcin powstała Pomorska Specjalna Strefa Ekonomiczna.

## Gospodarka
20 maja 2008 roku Rada Ministrów podjęła decyzję o poszerzeniu Pomorskiej Specjalnej Strefy Ekonomicznej o tereny o powierzchni 100,55 ha położone w gminie Barcin.

## Społeczna Inicjatywa Mieszkaniowa „KZN-Bydgoski”
Na terenie Barcina Społeczna Inicjatywa Mieszkaniowa „KZN-Bydgoski” realizuje rządowy program budownictwa społecznego. Planowana jest budowa dwóch budynków wielorodzinnych o łącznej liczbie 96 mieszkań z niskim preferencyjnym czynszem i możliwością dojścia do własności w miejscowości Krotoszyn. Koszt tej inwestycji wyniesie ponad 26 566 000 zł. Wykonanie inwestycji planuje się na 2025 rok.

## Demografia
Piramida wieku mieszkańców Barcina w 2021 roku:

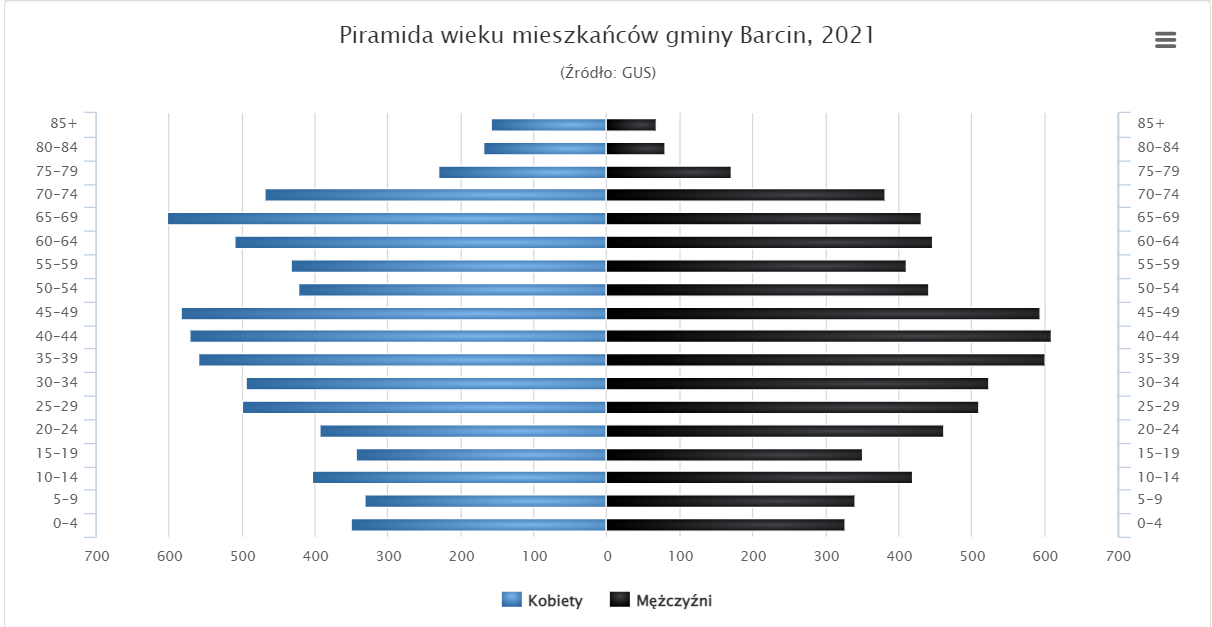

## Zabytki
- kościół pw. św. Jakuba z 1901 r. zbudowany według projektu arch. Przyłuskiego z Inowrocławia. Neoromański z cennymi 17-głosowymi organami firmy Józef Bach–Rychtal pow. Kępno Wlkp. (1926 r.) Orientowany, murowany, jednonawowy, z wydzielonym prezbiterium i wieżą od zachodu. Parafia założona w XII w.
- zachowany klasycystyczny dwór z XIX w.
- zabytkowe kapliczki cmentarne z XIX w.
- synagoga przy ul. 4 stycznia, obecnie Przedszkole nr 1
- cmentarz żydowski przy ul. Podgórnej
- pozostałości przedwojennego cmentarza ewangelickiego przy ul. Żnińskiej
- Szkoła Podstawowa nr 1 w Barcinie
- domy przy ul. Żnińskiej nr 13, 15, 17 zbudowane kolejno w 1911, 1910, 1909 r.
- kurhan w Złotowie sprzed 4 tys. lat
- góra św. Wojciecha

## Park Wolności

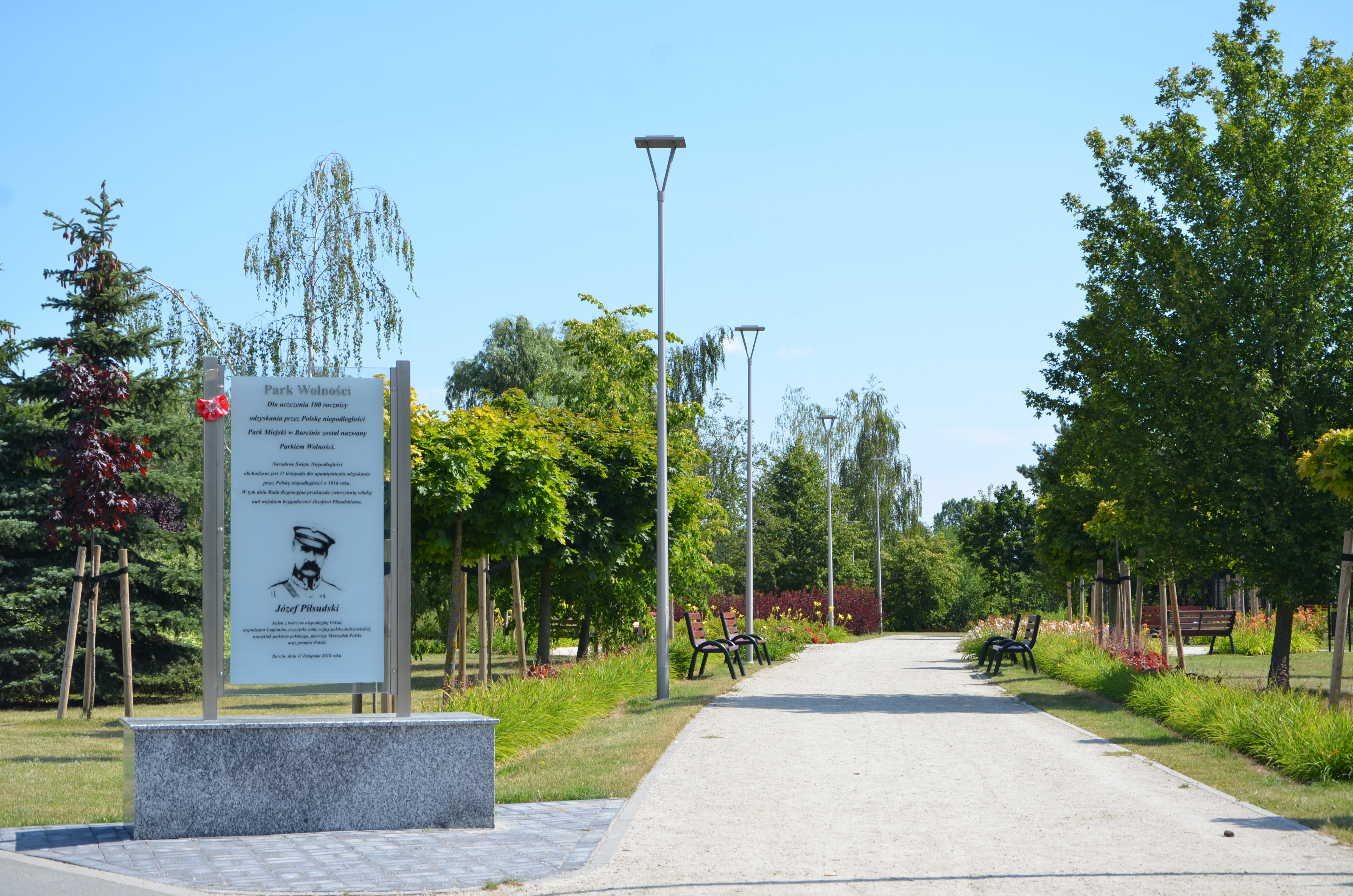
Park Wolności – wejście

W 2018 roku w Barcinie do użytku został oddany Park Wolności, który ozdobiono popiersiem Józefa Piłsudskiego.
W parku znajduje się:
- pumptrack,
- skatepark,
- altana wypoczynkowa,
- place zabaw dla dzieci i młodzieży.

Miejsce to jest również wykorzystywane do organizacji licznych imprez m.in. takich jak Dni Miodu.

## Sport
W Barcinie ma siedzibę kilka klubów sportowych m.in. Klub Żeglarski „Neptun”, Ludowy Klub Sportowy „Dąb Barcin” (A klasa), Szkolny Związek Sportowy oraz Barcińsko-Piechcińskie Stowarzyszenie Koszykówki (3. liga). W Barcinie znajdują się także: skatepark, pumptrack (oba w Parku Wolności), trzy boiska „Orlik 2012” (przy Zespole Szkół w Barcinie przy ul. Polnej, przy Szkole Podstawowej nr 1 oraz przy Szkole Podstawowej nr 2, gdzie została wybudowana również kryta pływalnia).
Barciński Ośrodek Sportu i Rekreacji (BOSiR), od 2019 roku organizuje Miodowy Festiwal Biegowy zrzeszający biegaczy i biegaczki z obrębu całego miasta oraz gminy.
W Barcinie trenują, uczestniczą w rozgrywkach mistrzowskich, rozwijają swoje talenty i realizują pasje piłkarze, siatkarze, lekkoatleci, tenisiści stołowi, koszykarze, żeglarze, pływacy, płetwonurkowie, bilardziści, biegacze, szachiści, wędkarze, strzelcy i miłośnicy sportów motorowych. Obiekty przeznaczone na rozgrywki sportowe, wypoczynek i rekreację, umożliwiają rozwój lokalnych stowarzyszeń, kształcenie nowej kadry, zwiększenie aktywności fizycznej młodych ludzi i seniorów oraz organizację masowych imprez sportowych.

## Miejski Dom Kultury w Barcinie

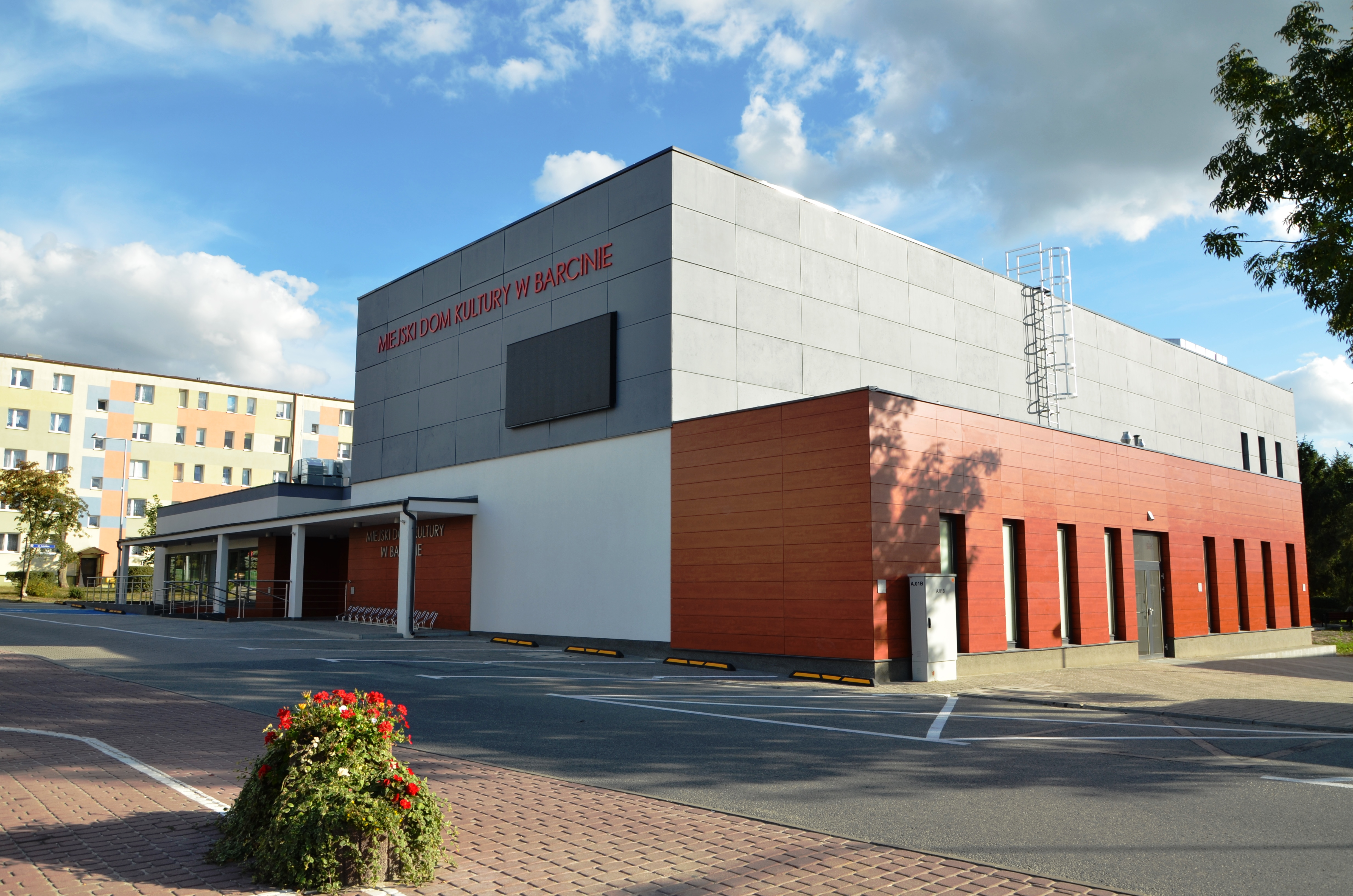
Miejski Dom Kultury w Barcinie (2019)

W mieście działa Miejski Dom Kultury, przy którym działają sekcje wokalne, fotograficzne, plastyczne, Akademia Teatru Młodego Aktora oraz Młodzieżowa Orkiestra Dęta.
Od 2018 roku w nowej siedzibie Miejskiego Domu Kultury znajduje się sala widowiskowa, w której odbywają się wszystkie imprezy i wydarzenia organizowane przez MDK. Salę wykorzystuje się również jako Kino Barć, które co tydzień umożliwia mieszkańcom oglądanie najnowszych produkcji filmowych z całego świata. Do Barcina za sprawą koncertów i występów artystycznych przyjeżdżają muzycy, komicy, aktorzy, stand-uperzy z całej Polski.
Do stałych wydarzeń organizowanych przez Miejski Dom Kultury należą między innymi: Festiwal Poezji Śpiewanej i Piosenki Aktorskiej (FORMA), Festiwal Piosenki Przedszkolnej (FOREMKA), Barć Film Festiwal oraz Dni Miodu.

## Biblioteka Publiczna Miasta i Gminy Barcin

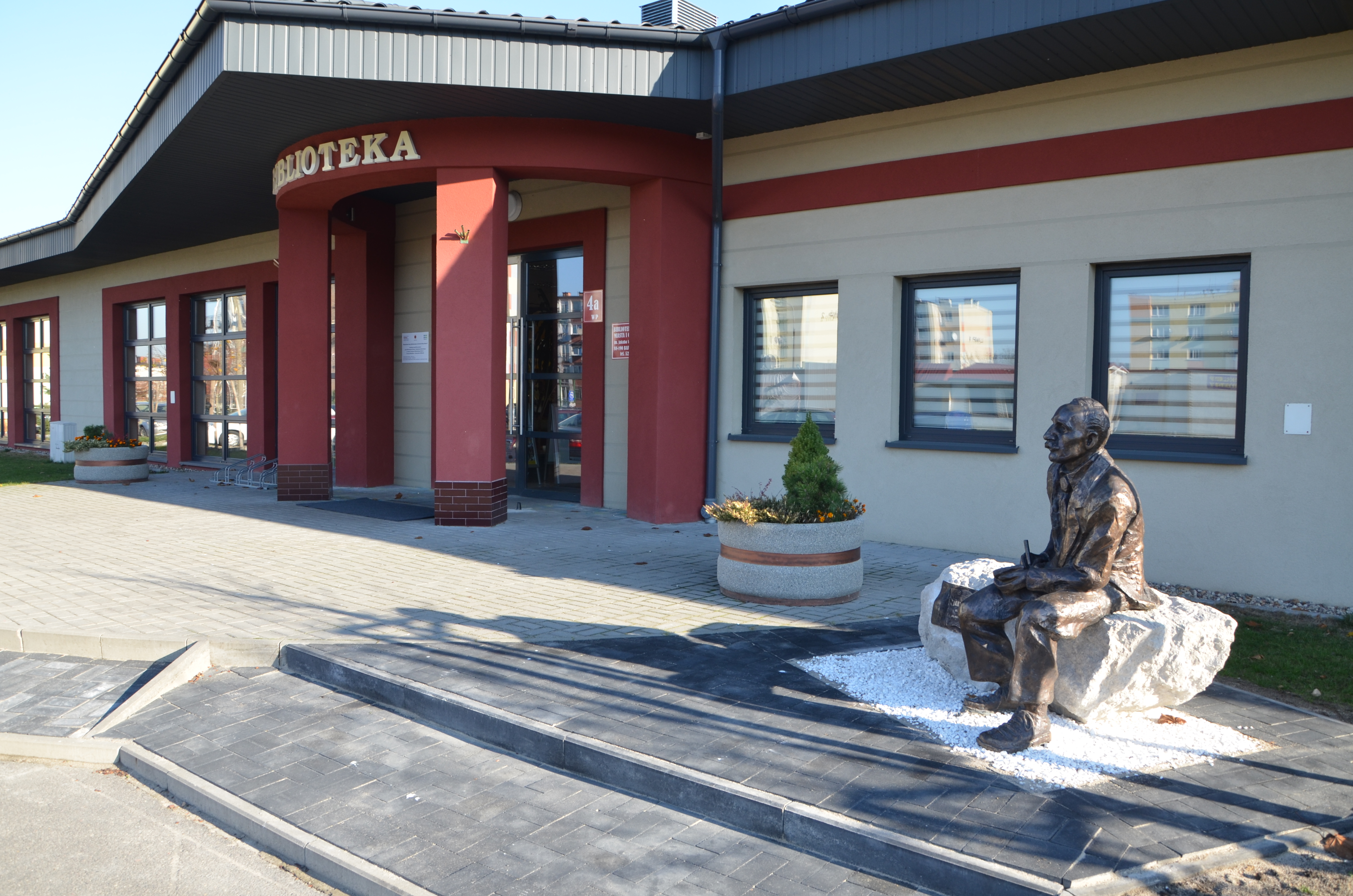
Biblioteka w Barcinie (wejście główne, widok od strony parkingu) (2018)

W Barcinie działa Biblioteka Publiczna Miasta i Gminy Barcin im. Jakuba Wojciechowskiego. W 2014 roku zajęła 1. miejsce w Rankingu Bibliotek 2014.
Przy bibliotece powstało Koło Przyjaciół Biblioteki, przemianowane na Koło Przyjaciół Jakuba Wojciechowskiego, które było inicjatorem wielu imprez kulturalnych: wystaw prac plastycznych twórców-amatorów, wystaw hobbystów, imprez popularyzujących postać i twórczość Patrona.

## Wspólnoty wyznaniowe
- Kościół rzymskokatolicki:
  - parafia św. Jakuba Większego
  - parafia św. Maksymiliana Marii Kolbego
- Świadkowie Jehowy:
  - zbór Barcin (Sala Królestwa ul. Kościelna 17)[21]

## Oświata
W Barcinie działa żłobek, trzy przedszkola, dwie szkoły podstawowe oraz liceum:
- Żłobek „Pszczółka”
- Przedszkole nr 1
- Przedszkole nr 2
- Przedszkole nr 3
- Szkoła Podstawowa nr 1 im. dr. Stanisława Krzysia
- Zespół Szkół w Barcinie
- Liceum Ogólnokształcące

## Lokalne media

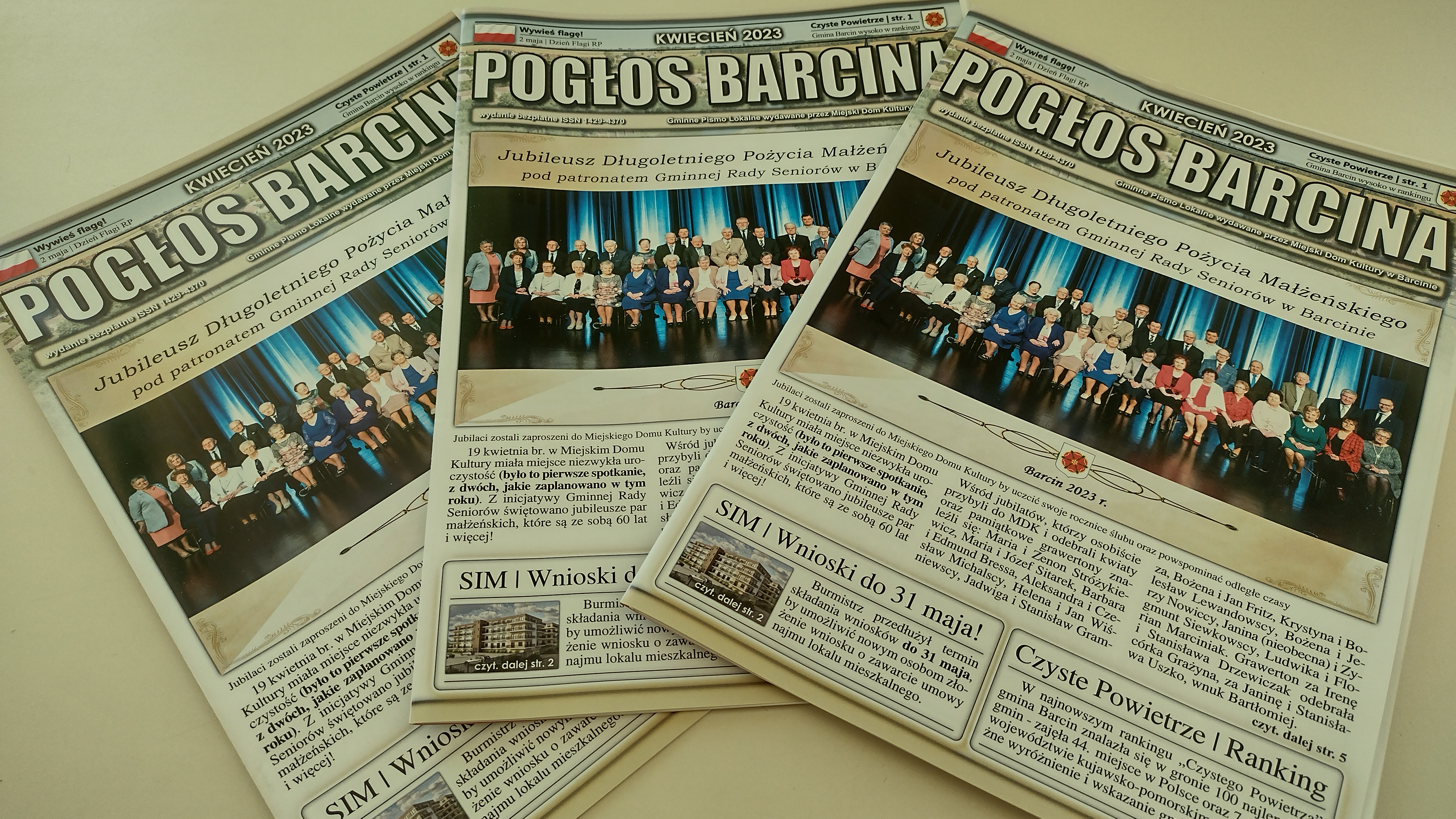
Pogłos Barcina – kwiecień 2023

W Barcinie działa Telewizja Lokalna Barcin (TVL Barcin), wydawane jest również lokalne pismo Pogłos Barcina.

## Miasta Partnerskie

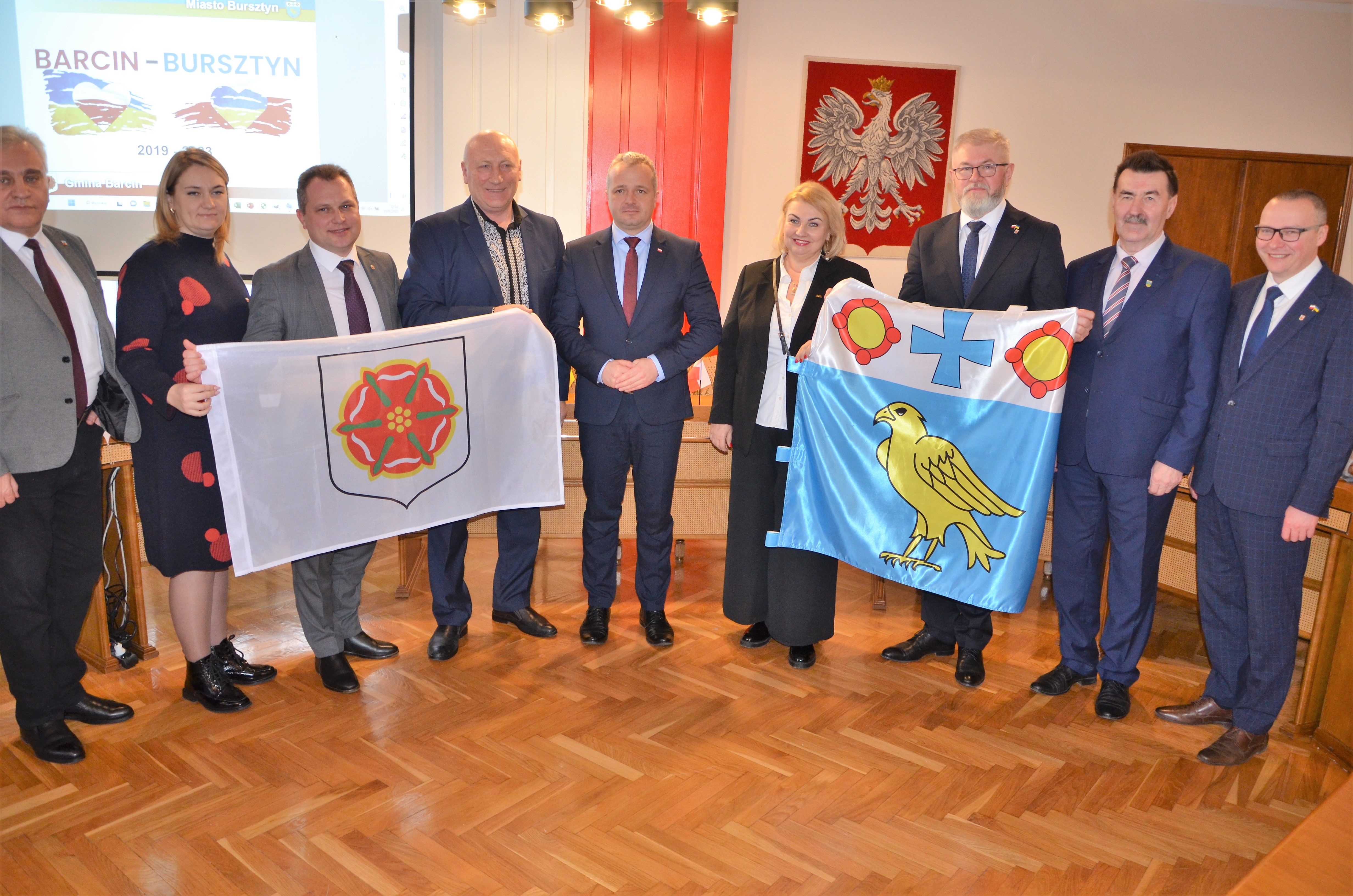
Współpraca z miastem Bursztyn (2023)

W 2019 roku za pośrednictwem Związku Miast Polskich, gmina Barcin nawiązała współpracę partnerską z miastem Bursztyn na Ukrainie.
11 stycznia 2023 roku, w Urzędzie Miejskim w Barcinie burmistrz Michał Pęziak i mer Vasyl Andriieshyn podpisali umowę o partnerstwie i współpracy pomiędzy Gminą Barcin a miastem Bursztyn (obwód Iwano-Frankiwski, Ukraina), której celem jest tworzenie warunków niezbędnych do rozwoju współpracy dwustronnej, wymiana doświadczeń między regionami partnerskimi, realizowanie wspólnych projektów, wzajemne poznawanie życia społeczno-gospodarczego i mieszkańców.